# Calderara di Reno
Calderara di Reno is een gemeente in de Italiaanse metropolitane stad Bologna (regio Emilia-Romagna) en telt 12.351 inwoners (31-12-2004). De oppervlakte bedraagt 41,3 km², de bevolkingsdichtheid is 284 inwoners per km².

## Demografie
Calderara di Reno telt ongeveer 5076 huishoudens. Het aantal inwoners steeg in de periode 1991-2001 met 7,8% volgens cijfers uit de tienjaarlijkse volkstellingen van ISTAT.

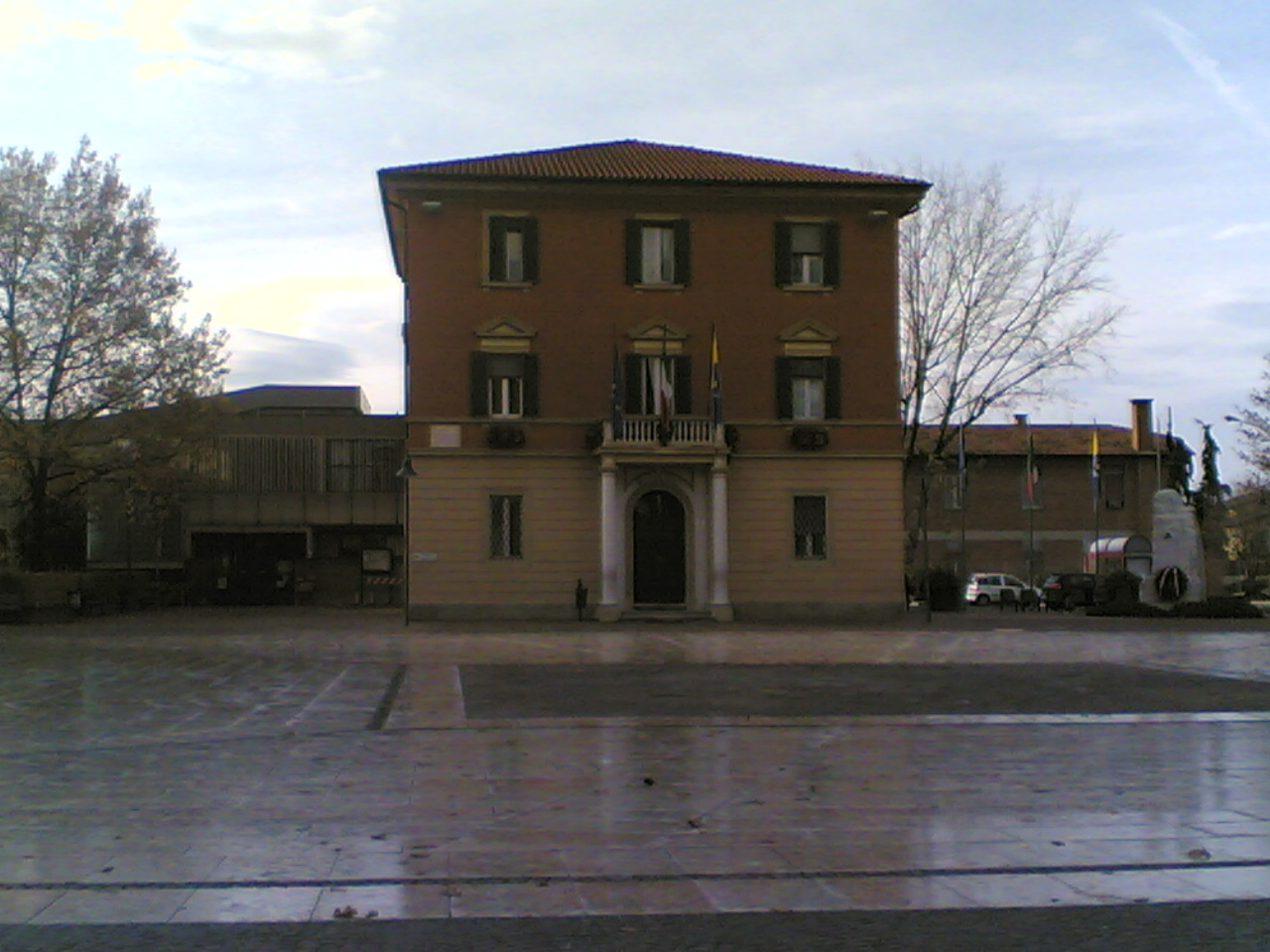
Gemeentehuis

| Jaar | Inwoneraantal |
| ---- | ------------- |
| 1991 | 10.800        |
| 2001 | 11.638        |

## Geografie
De gemeente ligt op ongeveer 30 meter boven zeeniveau.
Calderara di Reno grenst aan de volgende gemeenten: Anzola dell'Emilia, Bologna, Castel Maggiore, Sala Bolognese.